# Poicephalus flavifrons
Poicephalus flavifrons е вид птица от семейство Папагалови (Psittacidae). Този вид съществува ендемично в Абисинското плато.

## Разпространение
Видът е разпространен в Етиопия.